# Victor Georgescu
Victor Georgescu (nascido em 21 de novembro de 1932) é um ex-ciclista romeno. Competiu nos Jogos Olímpicos de Verão de 1952 em Helsinque, onde fez parte da equipe romena que terminou em décimo segundo lugar na prova de 100 km contrarrelógio por equipes. Também competiu na prova de estrada individual.